# Juliet Bravo
Juliet Bravo foi uma série de televisão britânica de drama policial e drama processual, transmitida pela primeira vez em 30 de agosto de 1980 pela BBC One. Contou com seis temporadas e um total de 88 episódios. Contava a história de uma inspetora de polícia que assumiu o controle de uma delegacia na cidade fictícia de Hartley, em Lancashire. O papel principal da inspetora Jean Darblay foi interpretado por Stephanie Turner nas temporadas de 1 a 3, mas entre a 4 e a 6 ela foi substituída por Anna Carteret, no papel da inspetora Kate Longton. Carteret permaneceu na série até seu fim, em 1985.
Foi idealizada por Ian Kennedy Martin, que já havia feito sucesso com outra série policial dramática, The Sweeney. Embora o gênero de dramas policiais estivesse bem estabelecido na televisão britânica em 1980 Juliet Bravo, ao lado de The Gentle Touch, que havia estreado semanas antes na London Weekend Television, foram as primeiras séries a ver policiais femininas como personagens principais, tendo que lutar tanto contra o crime quanto contra o preconceito dos colegas do sexo masculino. Kennedy Martin baseou a personagem Jean Darblay em uma inspetora de polícia real chamada Wynne Darwin.

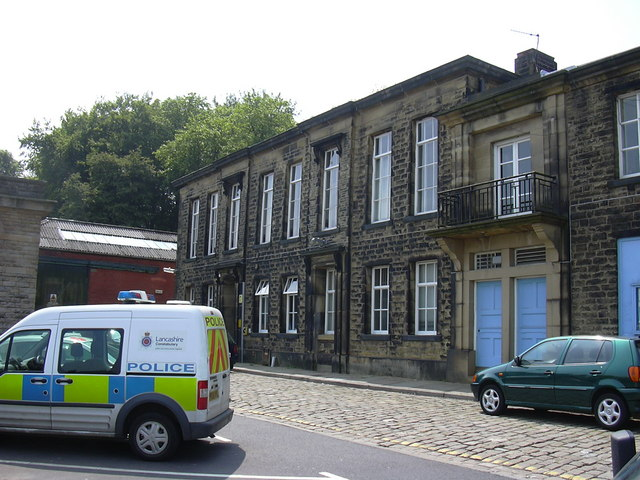
A delegacia de polícia de Bacup, que funcionou como a delegacia da cidade fictícia de Hartley.

## Locações
As cenas de estúdio das duas primeiras temporadas foram gravadas no BBC Television Centre, Londres. Da terceira temporada em diante, cenas de estúdio foram gravadas no Pebble Mill Studios, em Birmingham. As cenas externas foram filmadas nas cidades de Colne, Bacup, Accrington, Nelson, Burnley, Blackburn, Simonstone e Read, todas em Lancashire. Outros locais ao redor de West Yorkshire, como Todmorden e Black Country (Tipton e Dudley) também foram usados. O exterior da Delegacia de Polícia da cidade fictícia de Hartley, visto ao longo de toda a série, era na verdade a delegacia da cidade de Bacup. Quando a estação foi fechada em 2011, uma campanha foi montada pelos fãs de Juliet Bravo para salvar o edifício da demolição e transformá-lo em um museu dedicado ao legado do programa. A campanha não obteve sucesso e, em 2012, ele foi adquirido por uma incorporadora local e transformado em um conjunto de 6 novos apartamentos.

## Lançamentos e Derivações
Todas as seis temporadas de Juliet Bravo foram lançadas em DVD, no Reino Unido, pela 2 Entertain. A temporada 1 foi lançada em 12 de setembro de 2005 e a segunda em 14 de Novembro do mesmo ano. Em 2006, tivemos a terceira temporada lançada em 20 de Fevereiro, a quarta chegou ao público em 22 de Maio,  e a quinta em 14 de Agosto. A temporada 6, que também foi a última, permaneceu inédita no formato por mais de dois anos após o lançamento da 5, até que uma petição criada por fãs foi entregue à 2 Entertain, exigindo que ela saísse em DVD, o que finalmente ocorreu em 29 de setembro de 2008. As temporadas 1 e 2 também foram lançadas em DVD da Região 4 na Austrália.
Além dos lançamentos em DVD, a BBC licenciou três novelizações do programa, com autoria de Mollie Hardwick. Os dois primeiros foram publicados pela Pan Books. Juliet Bravo 1 (1980) foi uma novelização dos primeiros episódios da série: Shot Gun, Fraudulently Uttered, The Draftsman, The Runner e Family Unit. Juliet Bravo 2 (1980) foi uma novelização de outros episódios da primeira temporada: Cages, The One Who Got Away, Relief e The Anastasia Syndrome. Um terceiro livro, Calling Juliet Bravo: New Arrivals, foi publicado pela BBC Books em 1981, foi uma novelização dos episódios New Arrivals, da segunda temporada, e Cause For Complaint, da terceira.
Um livro contendo uma compilação de cinco roteiros da primeira temporada foi publicado pela Longman Imprint Books em fevereiro de 1983. A música tema também foi lançada em vinil de 7 polegadas pela BBC Records em 1980.

## Elenco

### Principal
- Stephanie Turner, como Inspetora Jean Darblay (temp. 1–3)
- Anna Carteret, como Inspetora Kate Longton (temp. 4–6)
- David Ellison, como Sargento Joseph Beck
- Noel Collins, como Sargento George Parrish
- David Hargreaves, como Tom Darblay (temp. 1–3)
- Tony Caunter, como Detetive Jim Logan (temp. 1–3)
- Edward Peel, como Detetive Mark Perrin (temp. 4–6)
- Mark Drewry, como Agente Roland Bentley (temp. 1)
- Gerard Kelly, como Agente Gallagher (temp. 2)
- David Straun, como Agente Martin Helmshore (temp. 3)
- C.J. Allen, como Agente Brian Kelleher (temp. 4–6)
- Mark Botham, como Agente Danny Sparks (temp. 4–6)
- Tom Georgeson, como Agente John Holden (temp. 4)

### Recorrente
- John Ringham, como Superintendente Lake (temp. 1)
- Geoffrey Larder, como Dave Melchett (temp. 1)
- Wendy Allnutt, como Jennie Randall (temp. 1)
- Martyn Hesford, como Ian Skelton (temp. 1–2)
- James Grout, como Superintendente Albert Hallam (temp. 2)
- Lloyd McGuire, como Sargento Bernie Duckworth (temp. 2 & 4)
- David Gillies, como Agente Peter Sims (temp. 3)
- Sebastian Abineri, como Sargento Dick Maltby (temp. 4–6)
- Julie Foulds, como policial Sheila Saunders (temp. 6)

### Participações especiais
Vários nomes famosos, da época ou do futuro, apareceram no programa. Eles incluíam: David Ryall, Kevin Whately, Eric Richard, Jeff Rawle, Jean Boht, Patricia Hayes, Peter Jeffrey, Peter Martin, Brenda Fricker, David Daker, Andrew Burt, Frances White, Malcolm Terris, Joe Gladwin, Sara Sugarman, Tenniel Evans, Nadim Sawalha, Jack Smethurst, John Savident, William Gaunt, Colin Baker, Kenneth Waller, Rita May, Stephen Yardley, John Woodvine, Stephen McGann, Leslie Schofield, Alan Parnaby, Shirley Stelfox, Maggie Ollerenshaw, John Quarmby, Neil Morrissey, Del Henney, Iain Cuthbertson, Leslie Sands, Hilda Braid, Melanie Hill, John Challis, Paul Chapman, Simon Williams, Christopher Ettridge, George Irving, Bill Wallis, Carolyn Pickles, Jonathan Newth, Kenneth Cope, Sally Dynevor, Karl Howman, Diana Coupland, Martin Jarvis, Rosalind Ayres, Yvette Fielding, Bert Parnaby, Robert Glenister, Mona Hammond, Steve Hodson, Danny O'Dea, Bernard Kay, Patsy Rowlands e Kenneth Farrington, entre outros.

## Episódios

### Temporada 1 (1980)
| No. | Título                    | Dirigido por         | Escrito por        | Data de exibição original |
| --- | ------------------------- | -------------------- | ------------------ | ------------------------- |
| 1   | "Shotgun"                 | David Reynolds       | Ian Kennedy Martin | 30 agosto de 1980         |
| 2   | "Fraudulently Uttered"    | Derek Lister         | Ian Kennedy Martin | 6 setembro de 1980        |
| 3   | "The Draughtsman"         | Paul Ciappessoni     | Ian Kennedy Martin | 13 setembro de 1980       |
| 4   | "Coins"                   | Pennant Roberts      | Ray Jenkins        | 20 setembro de 1980       |
| 5   | "Trouble at T’Mill"       | Derek Lister         | Brian Finch        | 27 setembro de 1980       |
| 6   | "The Runner"              | Pennant Roberts      | Ian Kennedy Martin | 4 outubro de 1980         |
| 7   | "Coming Back"             | Carol Wilks          | Tony Parker        | 11 outubro de 1980        |
| 8   | "Cages"                   | Jonathan Alwyn       | Kenneth Clark      | 18 outubro de 1980        |
| 9   | "Rage"                    | Tristan de Vere Cole | John Foster        | 25 outubro de 1980        |
| 10  | "The One Who Got Away"    | Carol Wilks          | Kenneth Clark      | 1 novembro de 1980        |
| 11  | "Expectations"            | Peter Moffatt        | Paula Milne        | 8 novembro de 1980        |
| 12  | "Home Grown or Imported?" | Pennant Roberts      | Simon Masters      | 15 novembro de 1980       |
| 13  | "Family Unit"             | Jonathan Alwyn       | Ian Kennedy Martin | 22 novembro de 1980       |
| 14  | "Oscar"                   | Derek Lister         | Keith Dewhurst     | 29 novembro de 1980       |
| 15  | "The Anastasia Syndrome"  | Pennant Roberts      | Steven Morgan      | 6 dezembro de 1980        |
| 16  | "Relief"                  | Jonathan Alwyn       | Ian Kennedy Martin | 13 dezembro de 1980       |

### Temporada 2 (1981)
| No. | Título                   | Diretor por       | Escrito por        | Data original de exibição |
| --- | ------------------------ | ----------------- | ------------------ | ------------------------- |
| 1   | "New Arrivals"           | Derek Lister      | Ian Kennedy Martin | 5 setembro de 1981        |
| 2   | "Arlene"                 | Les Chatfield     | Brian Finch        | 12 setembro de 1981       |
| 3   | "Party Fun"              | Leonard Lewis     | Ian Kennedy Martin | 19 setembro de 1981       |
| 4   | "Lies and Liars"         | Jonathan Alwyn    | Ray Jenkins        | 26 setembro de 1981       |
| 5   | "A Private Place"        | Jonathan Alwyn    | Colin Haydn Evans  | 3 outubro de 1981         |
| 6   | "Unpicking The Stitches" | Christopher Barry | Simon Masters      | 10 outubro de 1981        |
| 7   | "Clever Boy"             | Leonard Lewis     | William Humble     | 17 outubro de 1981        |
| 8   | "Aunt Sally"             | Les Chatfield     | John Foster        | 24 outubro de 1981        |
| 9   | "Gorgeous"               | Leonard Lewis     | Keith Dewhurst     | 31 outubro de 1981        |
| 10  | "Whispers"               | Leonard Lewis     | Tony Parker        | 7 novembro de 1981        |
| 11  | "Barriers"               | Jonathan Alwyn    | Ian Kennedy Martin | 14 novembro de 1981       |
| 12  | "Journeys"               | Ben Rea           | Ian Kennedy Martin | 21 novembro de 1981       |
| 13  | "Catching Up"            | Ken Hannam        | John Foster        | 28 novembro de 1981       |
| 14  | "The Third Man"          | Derek Lister      | Ian Kennedy Martin | 5 dezembro de 1981        |

### Temporada 3 (1982)
| No. | Título                      | Dirigido por      | Escrito por       | Data original de exibição |
| --- | --------------------------- | ----------------- | ----------------- | ------------------------- |
| 1   | "Betrayals"                 | Robert Tronson    | Nick McCarty      | 4 setembro de 1982        |
| 2   | "Heat"                      | Paul Ciappessoni  | John Foster       | 11 setembro de 1982       |
| 3   | "Amenities"                 | Peter Moffatt     | William Humble    | 18 setembro de 1982       |
| 4   | "Amateur Night"             | David Maloney     | Brian Finch       | 25 setembro de 1982       |
| 5   | "A Breach of the Peace"     | Paul Ciappessoni  | Robert Holmes     | 2 outubro de 1982         |
| 6   | "Family Ties"               | David Maloney     | Simon Masters     | 9 outubro de 1982         |
| 7   | "Nothing to Report"         | Robert Tronson    | Henry Livings     | 16 outubro de 1982        |
| 8   | "You Can Go Home Again"     | Peter Moffatt     | Allan Prior       | 23 outubro de 1982        |
| 9   | "Past Lives"                | Oliver Horsbrugh  | Tony Parker       | 30 outubro de 1982        |
| 10  | "Cause for Complaint"       | Christopher Barry | Tony Charles      | 6 novembro de 1982        |
| 11  | "Hartley’s Midnight Cowboy" | Diarmuid Lawrence | Bill Lyons        | 13 novembro de 1982       |
| 12  | "The Intruder"              | Sarah Hellings    | James Doran       | 20 novembro de 1982       |
| 13  | "Misunderstandings"         | Diarmuid Lawrence | Valerie Georgeson | 27 novembro de 1982       |
| 14  | "Where There’s Muck…"       | Sarah Hellings    | Chris Boucher     | 4 dezembro de 1982        |

### Temporada 4 (1983)
| No. | Título                      | Dirigido por   | Escrito por        | Data original de exibição |
| --- | --------------------------- | -------------- | ------------------ | ------------------------- |
| 1   | "Teamwork"                  | Peter Cregeen  | Ian Kennedy Martin | 3 setembro de 1983        |
| 2   | "Teacher’s Pet"             | Leonard Lewis  | Wally K. Daly      | 10 setembro de 1983       |
| 3   | "Retribution"               | Leonard Lewis  | Ewart Alexander    | 17 setembro de 1983       |
| 4   | "Solvent Solution"          | Sarah Hellings | Wally K. Daly      | 24 setembro de 1983       |
| 5   | "Who’s Your Friend?"        | Marc Miller    | Tony Charles       | 1 outubro de 1983         |
| 6   | "Mates"                     | Peter Cregeen  | Julia Jones        | 8 outubro de 1983         |
| 7   | "Bad Seed"                  | Marc Miller    | John Foster        | 15 outubro de 1983        |
| 8   | "Doors"                     | Leonard Lewis  | Tony Parker        | 22 outubro de 1983        |
| 9   | "Guilt"                     | Sarah Hellings | William Humble     | 29 outubro de 1983        |
| 10  | "John the Lad"              | Leonard Lewis  | Tony Parker        | 5 novembro de 1983        |
| 11  | "Who Says the War is Over?" | Marc Miller    | Douglas Watkinson  | 12 novembro de 1983       |
| 12  | "Off Duty"                  | Leonard Lewis  | William Humble     | 19 novembro de 1983       |
| 13  | "Simple Simon"              | Marc Miller    | John Foster        | 26 novembro de 1983       |
| 14  | "Backtrack"                 | Leonard Lewis  | Ian Kennedy Martin | 3 dezembro de 1983        |

### Temporada 5 (1984)
| No. | Título                              | Dirigido por     | Escrito por     | Data original de exibição |
| --- | ----------------------------------- | ---------------- | --------------- | ------------------------- |
| 1   | "Attack"                            | Marc Miller      | Ewart Alexander | 1 setembro de 1984        |
| 2   | "There’s None So Blind"             | Michael Custance | Tony Charles    | 8 setembro de 1984        |
| 3   | "The Day That the Circus Left Town" | Michael Custance | Tony Parker     | 15 setembro de 1984       |
| 4   | "Getting Away With It"              | Adrian Shergold  | Don Webb        | 22 setembro de 1984       |
| 5   | "No Peace"                          | Adrian Shergold  | William Humble  | 29 setembro de 1984       |
| 6   | "Strike the Father"                 | Graeme Harper    | John Foster     | 6 outubro de 1984         |
| 7   | "Lost and Found"                    | Paul Ciappessoni | Tony Charles    | 13 outubro de 1984        |
| 8   | "Work Force"                        | Paul Ciappessoni | Tony Parker     | 20 outubro de 1984        |
| 9   | "Halloween"                         | Marc Miller      | Ewart Alexander | 27 outubro de 1984        |
| 10  | "Alibi"                             | Graeme Harper    | Wally K. Daly   | 3 novembro de 1984        |
| 11  | "Abuse"                             | Jan Sargeant     | Susan Pleat     | 10 novembro de 1984       |
| 12  | "Ducks in a Row"                    | Marc Miller      | Don Webb        | 17 novembro de 1984       |
| 13  | "Resolution"                        | Marc Miller      | Don Webb        | 24 novembro de 1984       |
| 14  | "Flowers Tomorrow"                  | Jan Sargeant     | Wally K. Daly   | 1 dezembro de 1984        |

### Temporada 6 (1985)
| No. | Título                   | Dirigido por        | Escrito por     | Data original de exibição |
| --- | ------------------------ | ------------------- | --------------- | ------------------------- |
| 1   | "Hostage to Fortune"     | Andrew Morgan       | Don Webb        | 7 setembro de 1985        |
| 2   | "Scab"                   | Colin Cant          | Ewart Alexander | 14 setembro de 1985       |
| 3   | "Chasing the Dragon"     | Frank W. Smith      | John Foster     | 21 setembro de 1985       |
| 4   | "Talk to Me"             | Michael Owen Morris | Tony Charles    | 28 setembro de 1985       |
| 5   | "Friends and Neighbours" | Michael Owen Morris | William Humble  | 5 outubro de 1985         |
| 6   | "The Cut"                | Graeme Harper       | Don Webb        | 12 outubro de 1985        |
| 7   | "Keys"                   | Ron Jones           | Tony Charles    | 19 outubro de 1985        |
| 8   | "Flesh and Blood"        | Ron Jones           | Don Webb        | 26 outubro de 1985        |
| 9   | "Unlawful Arrest"        | Andrew Morgan       | Ewart Alexander | 2 novembro de 1985        |
| 10  | "Inspection"             | Graeme Harper       | Tony Charles    | 9 novembro de 1985        |
| 11  | "We are the People"      | Frank W. Smith      | Don Webb        | 16 novembro de 1985       |
| 12  | "Turbulence"             | Colin Cant          | Tony Parker     | 23 novembro de 1985       |
| 13  | "Girl Talk"              | Roderick Graham     | Wally K. Daly   | 30 novembro de 1985       |
| 14  | "Jobs for the Boys"      | Roderick Graham     | Wally K. Daly   | 7 dezembro de 1985        |
| 15  | "In a Man’s World"       | Colin Cant          | Tony Charles    | 14 dezembro de 1985       |
| 16  | "Reason for Leaving"     | Colin Cant          | Don Webb        | 21 dezembro de 1985       |